# Body integrity identity disorder
Body integrity identity disorder (BIID) is het zeldzame fenomeen waarbij het mentale lichaamsbeeld van een persoon niet overeenkomt met het daadwerkelijke lichaam. Deze mensen voelen zich pas 'compleet' als een bepaald lichaamsdeel ontbreekt of is aangetast. Zo zouden sommigen graag een been geamputeerd hebben – ook wel apotemnofilie genoemd – terwijl anderen een geparalyseerde variant prefereren.